# Kanton Questembert
Kanton Questembert (francouzsky Canton de Questembert) je francouzský kanton v departementu Morbihan v regionu Bretaň. Tvoří ho osm obcí.

## Obce kantonu
- Berric
- Le Cours
- Larré
- Lauzach
- Molac
- Péaule
- Pleucadeuc
- Questembert